# Mujer de Elling

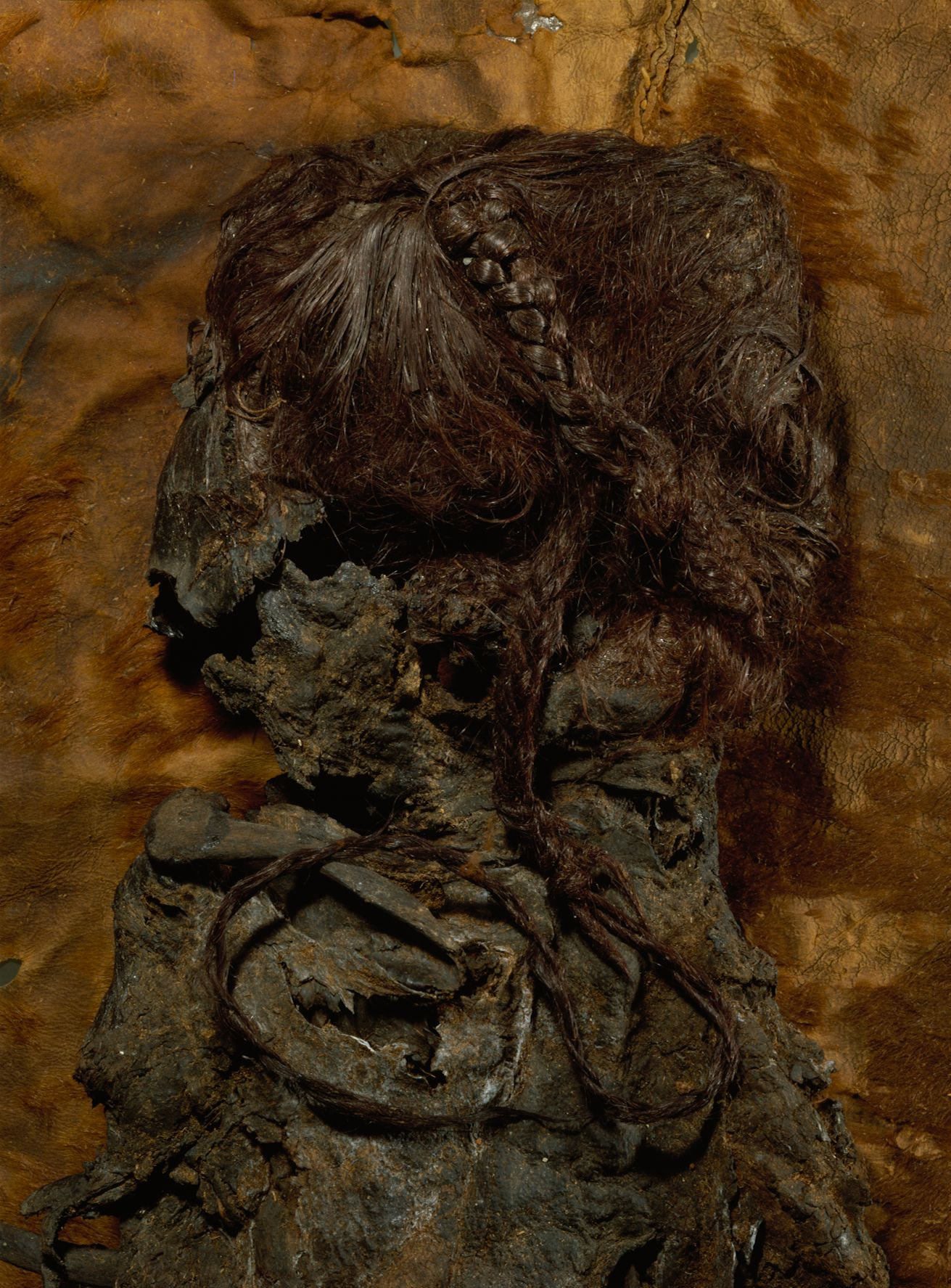
Mujer de Elling.

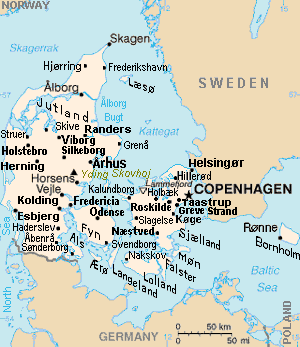
Silkeborg (arriba a la izquierda), situada al sur de Viborg y al oeste de Aarhus, en la Península de Jutland.

La Mujer de Elling es el cadáver momificado de una mujer que data aproximadamente del siglo II a. C., en plena Edad de Hierro.

## Descubrimiento
El cuerpo fue descubierto en el año 1938 por Jens Zalariassen, labrador de la península de Jutlandia, concretamente al oeste de la localidad de Silkeborg, Dinamarca, en una turbera pantanosa. 
Curiosamente, 12 años más tarde se descubrió a 80 metros de donde yacía la mujer el cuerpo momificado del Hombre de Tollund.

## Características
- Momificación natural.
- Causa de la muerte: fue ahorcada con un cordel de cuero a modo de ritual, en lo que podría considerarse una ofrenda a alguna deidad de los pantanos.
- La mujer tenía 30 años aprox.
- sufría osteoporosis.
- La mujer lucía una larguísima trenza de 1 metro de largo que le llegaba hasta la cintura y estaba cubierta por una capa de piel de becerro y por otra de piel de ternero.

## Conservación
La mujer de Elling se encontró en un buen estado de conservación, debido a la protección natural que le otorgó el hecho de haber quedado enterrada dentro de una turbera.
El cuerpo se encuentra depositado en el Museo de Silkeborg.